# Primera conjetura de Hardy-Littlewood
En teoría de números, la primera conjetura de Hardy–Littlewood muestra una fórmula asintótica para estimar el número de k-tuplas de primos menores que una magnitud dada mediante la generalización del teorema de los números primos. Fue propuesta por primera vez por G. H. Hardy y John Edensor Littlewood en 1923.

## Enunciado
Sean {\displaystyle m_{1},m_{2},\ldots ,m_{k}} números enteros positivos pares tales que los números de la sucesión {\displaystyle P=(p,p+m_{1},p+m_{2},\ldots ,p+m_{k})} no forman una clase de residuos completa con respecto a cualquier primo y sea {\displaystyle \pi _{P}(n)} el número de primos {\displaystyle p} menores que {\displaystyle n} siendo todos {\displaystyle p+m_{1},p+m_{2},\ldots ,p+m_{k}} números primos. Entonces
{\displaystyle \pi _{P}(n)\sim C_{P}\int _{2}^{n}{\frac {dt}{\log ^{k+1}t}},}
donde
{\displaystyle C_{P}=2^{k}\prod _{q{\text{ primo,}} \atop q\geq 3}{\frac {1-{\frac {w(q;m_{1},m_{2},\ldots ,m_{k})}{q}}}{\left(1-{\frac {1}{q}}\right)^{k+1}}}}
es un producto sobre los números primos impares y {\displaystyle w(q;m_{1},m_{2},\ldots ,m_{k})} denota el número de residuos distintos de {\displaystyle m_{1},m_{2},\ldots ,m_{k}} módulo {\displaystyle q}.
El caso {\displaystyle k=1} y {\displaystyle m_{1}=2} es relacionado con la conjetura de los primos gemelos. Específicamente si {\displaystyle \pi _{2}(n)} denota el número de primos gemelos menores que n, entonces
{\displaystyle \pi _{2}(n)\sim C_{2}\int _{2}^{n}{\frac {dt}{\log ^{2}t}},}
donde 
{\displaystyle C_{2}=2\prod _{\textstyle {q{\text{ primo,}} \atop q\geq 3}}\left(1-{\frac {1}{(q-1)^{2}}}\right)\approx 1.320323632\ldots }
es la constante de los primos gemelos.

## Número de Skewes
Los números de Skewes para k-tuplas de primos son una extensión de la definición de número de Skewes para k-tuplas de primos basadas en la primera conjetura de Hardy–Littlewood. El primer primo p que viola la desigualdad de Hardy–Littlewood para la k-tupla P, i.e., tal que
{\displaystyle \pi _{P}(p)>C_{P}\operatorname {li} _{P}(p),}
(si tal primo existe) es el número de Skewes para P.

## Consecuencias
La conjetura se ha mostrado inconsistente con la segunda conjetura de Hardy–Littlewood.

## Generalizaciones
La Conjetura de Bateman-Horn generaliza la primera conjetura de Hardy–Littlewood a polinomios de grado mayor que 1.